# Kamp De Pieterberg
Kamp De Pieterberg was een werkkamp bij het Nederlandse dorp Westerbork (niet te verwarren met het noordelijker gelegen Kamp Westerbork) dat tijdens de bezetting in de Tweede Wereldoorlog gebouwd werd. Het heeft over de jaren verschillende functies gehad.

## Tijdens de Tweede Wereldoorlog
Tijdens de Tweede Wereldoorlog zelf werd het kamp gebruikt door de Nederlandse Arbeidsdienst, en later als strafkamp.

## Na de oorlog

### Gevangenis voor collaborateurs
Na de oorlog diende het kamp als gevangenis voor veroordeelde NSB'ers.

### Moluks woonoord De Pieterberg
In 1951 werden in het kamp Molukse KNIL-militairen, die op dienstbevel uit Indonesië geëvacueerd waren, met hun gezinnen in dit kamp geplaatst. Het kamp heette vanaf toen Moluks woonoord De Pieterberg (niet te verwarren met Woonoord Schattenberg op het voormalige Kamp Westerbork). In 1962 waren alle bewoners verhuisd naar woonwijken elders, en werd het woonoord gesloten.

### Vakantiewoningen (Ostoerio)
De gemeente Westerbork kreeg het terrein in handen, en verpachtte het voor een periode van dertig jaar aan Ostoerio, een Rotterdamse maatschappij die de barakken verbouwde om ze als vakantiewoningen te exploiteren, onder beheer van Dhr. Pardoen.

### Opvang van Toegoenezen
In 1962 en 1963 woonden in het kamp Toegoenezen. Zij kwamen uit Nederlands-Nieuw-Guinea, dat onder druk van de internationale gemeenschap in 1962 aan Indonesië overgedragen werd, en hadden Suriname als eindbestemming. Deze Tugu-gemeenschap van Nederlandsgezinde christenen, die in 1949 al eens uit Indonesië had moeten vluchten, moest nu ook Nieuw-Guinea verlaten. De Nederlandse overheid, die nog onderhandelde met de Surinaamse overheid over het opnemen van de gemeenschap, besloot de Toegoenezen tijdelijk in De Pieterberg te huisvesten.
Project Slootwijk
In 1963 startte Project Slootwijk: de Toegoenezen verhuisden naar Suriname. Het project was echter geen succes, en bijna alle Toegoenezen waren in 1967 weer terug in Nederland. Nadien zijn de meesten van hen ook in Nederland gebleven.

### Verdere exploitatie als vakantiepark
Nadat Ostoerio zich in 1969 terugtrok, gingen eigendom en exploitatie van vakantiecentrum De Pieterberg over op achtereenvolgens dhr. en mevr. Pardoen, hun dochter en schoonzoon dhr. en mevr. Van Kampen (vanaf 1978) en dhr. en mevr. Van Zandvoort (vanaf 1985). In 1992 verliep de erfpacht.

### Opvang van asielzoekers
De Pieterberg was toen al enkele jaren in gebruik als opvang voor asielzoekers; die opvang werd voortgezet tot 1994.

### Sluiting, sloop en herbebouwing
In 1994 is De Pieterberg voorgoed gesloten. De gebouwen zijn in 1996 afgebroken. In 1998 zijn hier vrijstaande woningen gebouwd. De straat waaraan ze liggen heet De Pieterberg.
Almere · Beugelen · Kamp De Bruine Enk · Dobbendal · Eerde · Heitraksgoor · Hilvarenbeek · Hooghalen · Havelte · Kloosterhaar · Nuis · Overbroek · De Pieterberg · De Rips · Ronde Huis · Schoonloo · De Vecht · Vledder · Vosseveld · Waterloo (Lisiduna) · Wierden I · Wyldemerk